# Dimetylsulfon
Dimetylsulfon (även kallat MSM eller DMSO2) är en organisk svavelförening med formeln SO2(CH3)2.

## Egenskaper
DMSO2 liknar dimetylsulfoxid (DMSO), men är inte lika polär och inte heller lika reaktiv.

## Förekomst
Dimetylsulfon förekommer naturligt i många växter och djur och följaktligen även i många livsmedel. De högsta naturliga koncentrationerna har uppmätts i komjölk (3,3 ppm) och kaffe (1,6 ppm).

## Framställning
Dimetylsulfon kan framställas genom oxidation av dimetylsulfid (S(CH3)2) och/eller dimetylsulfoxid (SO(CH3)2) med till exempel väteperoxid (H2O2).
{\displaystyle {\rm {S(CH_{3})_{2}+H_{2}O_{2}\rightarrow SO(CH_{3})_{2}+H_{2}O}}}
{\displaystyle {\rm {SO(CH_{3})_{2}+H_{2}O_{2}\rightarrow SO_{2}(CH_{3})_{2}+H_{2}O}}}

## Användning
På grund av sin polaritet och termiska stabilitet används smält dimetylsulfon ofta som polärt lösningsmedel för höga temperaturer.
Det används också som kosttillskott för att tillföra kroppen svavel